# Diga di Kobuchi
La diga di Kobuchi (小渕ダム?, Kobuchi damu) è una diga a Kani nella prefettura di Gifu, in Giappone. È costruita sul fiume Kukuri, nella rete del fiume Kiso. Alta 20,5 m, è la prima diga del Giappone in materiali sciolti con riempimento di pietrame ("a scogliera") ed è destinata a prevenire i danni ai terreni coltivati derivanti dalle piene. È conosciuta anche come bacino di Kobuchi, bacino di Kobuchi per la prevenzione dei disastri e diga di Kobuchi per la prevenzione dei disastri del fiume Kani.

## Descrizione
Nel 1951, la diga di Kobuchi divenne la prima diga con riempimento a pietrame costruita in Giappone. Una diga con riempimento di pietrame o a scogliera deve avere un muro impermeabile, e a seconda del tipo di muro si possono individuare vari tipi di dighe. Nel caso della diga di Kobuchi, il lato a monte è coperto con una superficie di calcestruzzo, il che la rende una diga con riempimento a pietrame con le pareti in calcestruzzo.

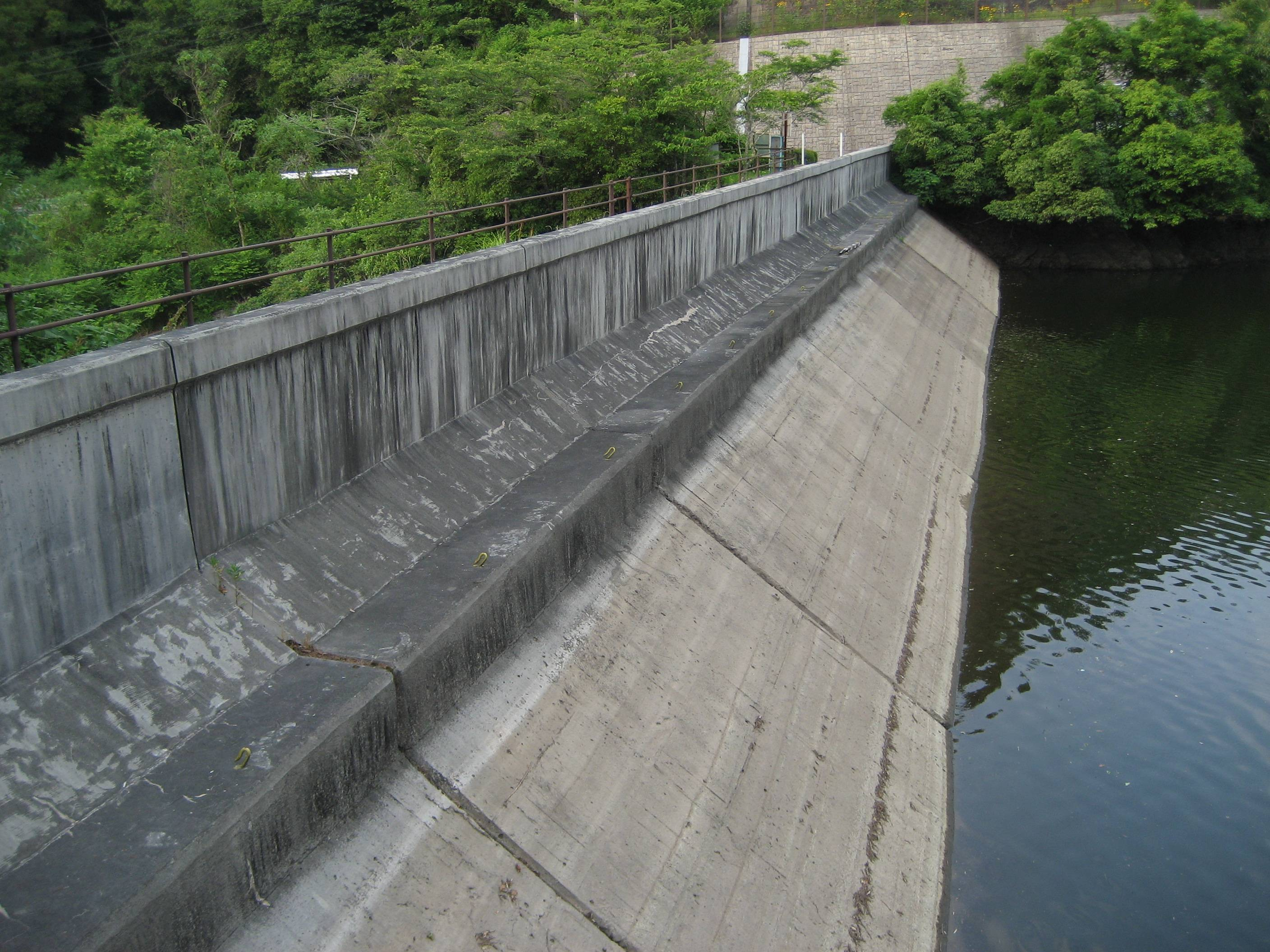
La parete di cemento della diga di Kobuchi

La maggior parte delle dighe a scogliera con un muro impermeabile rivolto a monte tendevano successivamente a usare l'asfalto nel muro, così tra le molte dighe in Giappone, ce ne sono solo quattro con i muri di calcestruzzo: la diga di Kobuchi, la diga di Ishibuchi, la diga di Minase e la diga di Nozori.
In particolare, la diga di Ishibuchi sul fiume Isawa, nella prefettura di Iwate, fu costruita nello stesso periodo della diga di Kobuchi. Quella diga fu finita nello stesso anno, 1953, Ma la costruzione della diga di Kobuchi cominciò nel 1945, prima di quella di Ishibuchi, e a causa di questo fatto la diga di Kobuchi detiene l'onore di essere la prima diga a scogliera. Tra il 1983 e il 2013 fu costruita la diga di Isawa a valle della diga di Ishibuchi, che fu poi sommersa dopo il completamento dei lavori.

## Visite turistiche

### Trasporti
Dalla stazione di Kani sulla Linea Taita, c'è un autobus sulla Linea Kukuri della Tohtetsu che si ferma a una fermata chiamata diga di Kobuchi, che è proprio accanto alla diga stessa.

### Vicinanze del bacino
Nelle vicinanze del bacino fu creato un parco che è famoso per i suoi fiori di ciliegio in primavera e i suoi colori in autunno. Il sentiero naturalistico di Tōkai si estende attraverso l'area. Il ponte di Kobuchi è un passaggio pedonale che attraversa il bacino, e in passato una melodia suonava automaticamente quando si attraversava il ponte, per cui è chiamato anche il "pomte della melodia." Ci sono anche altre aree ricreative, così come parcheggi e così via.
È permesso pescare nel bacino, ma è necessario pagare una tassa di 500 yen (poco meno di 4 euro) alla Cooperativa di pesca di Kani.

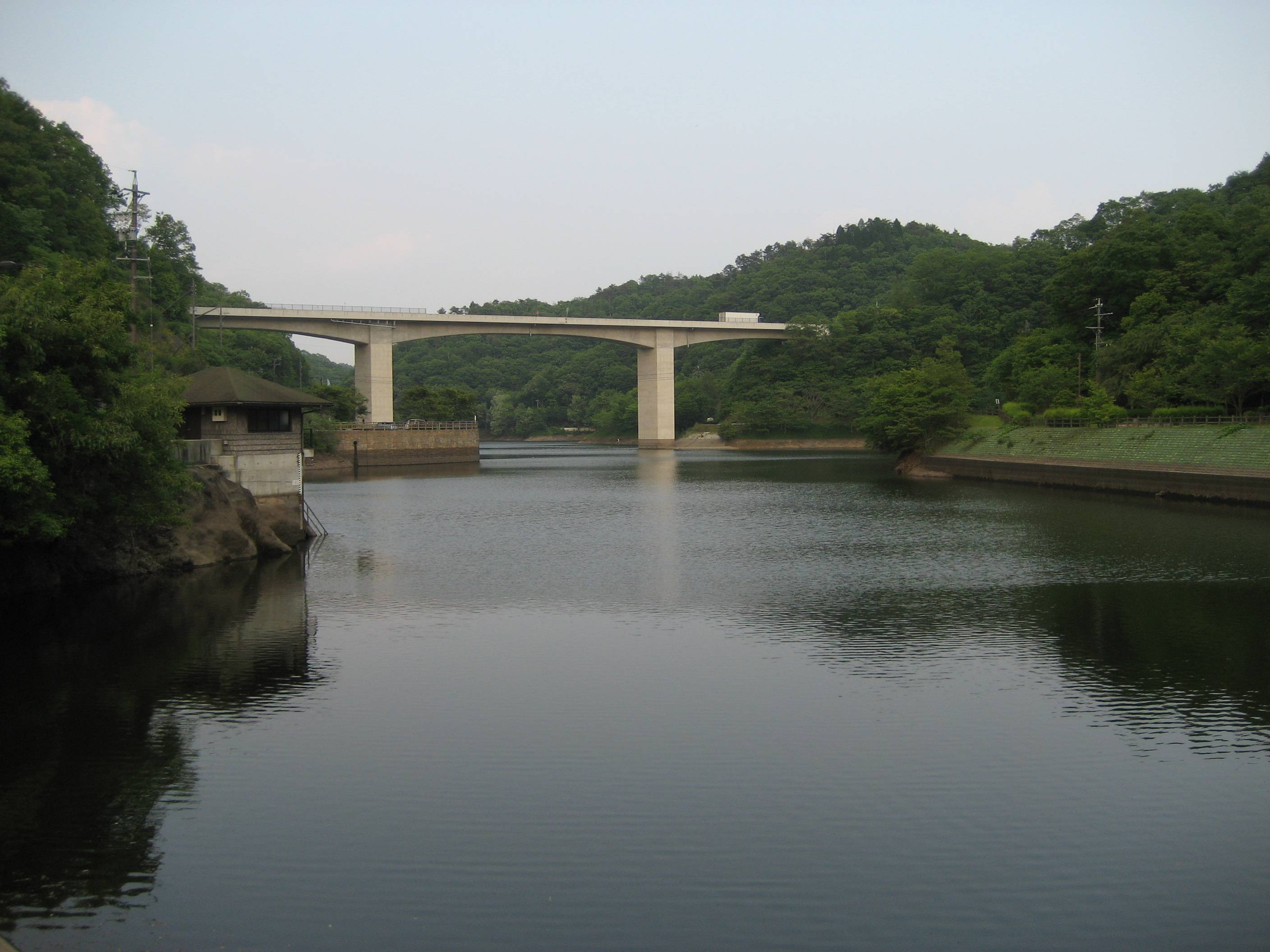
L'autostrada Tōkai-Kanjō attraversa il bacino
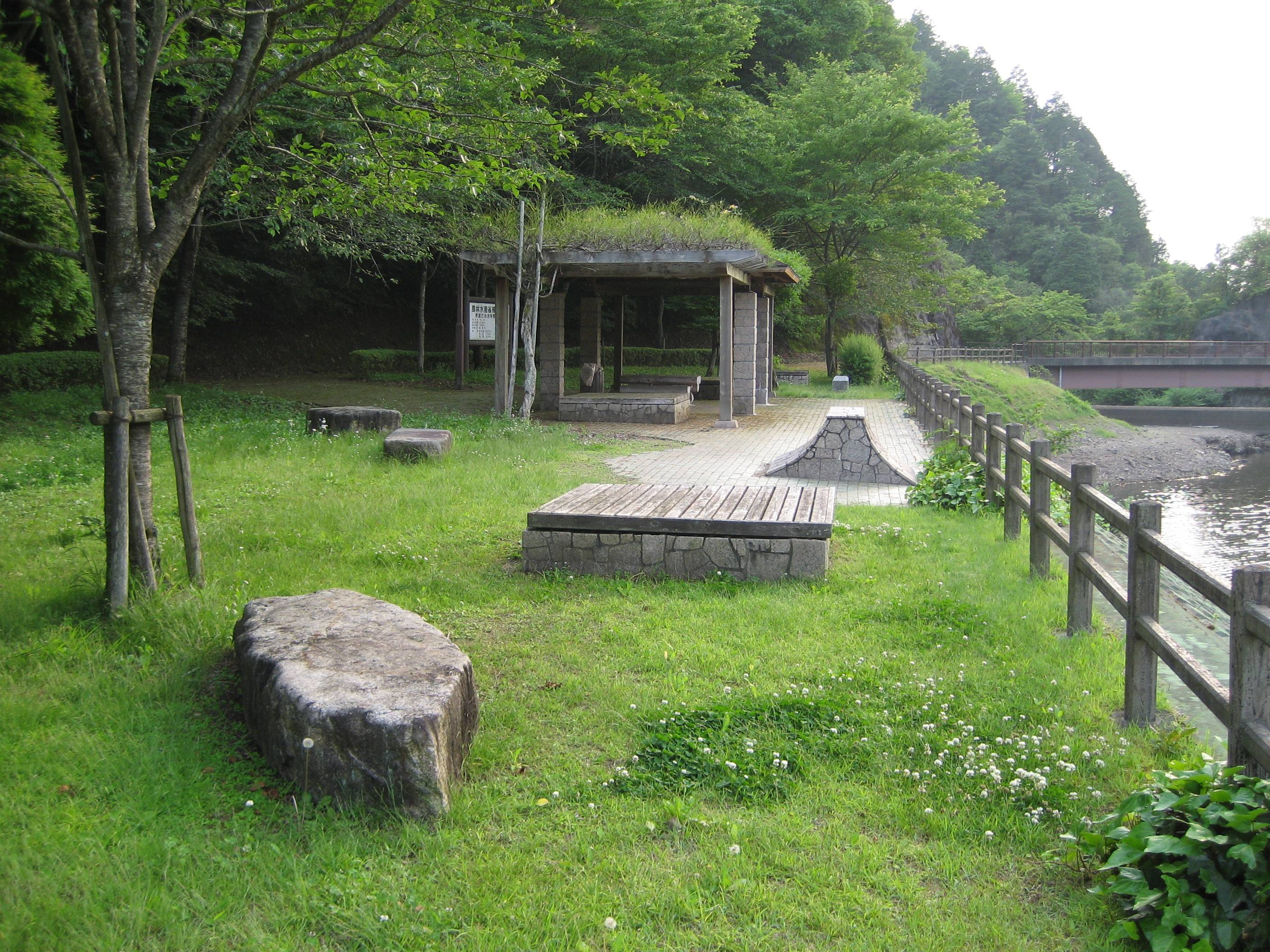
Il parco della diga di Kobuchi
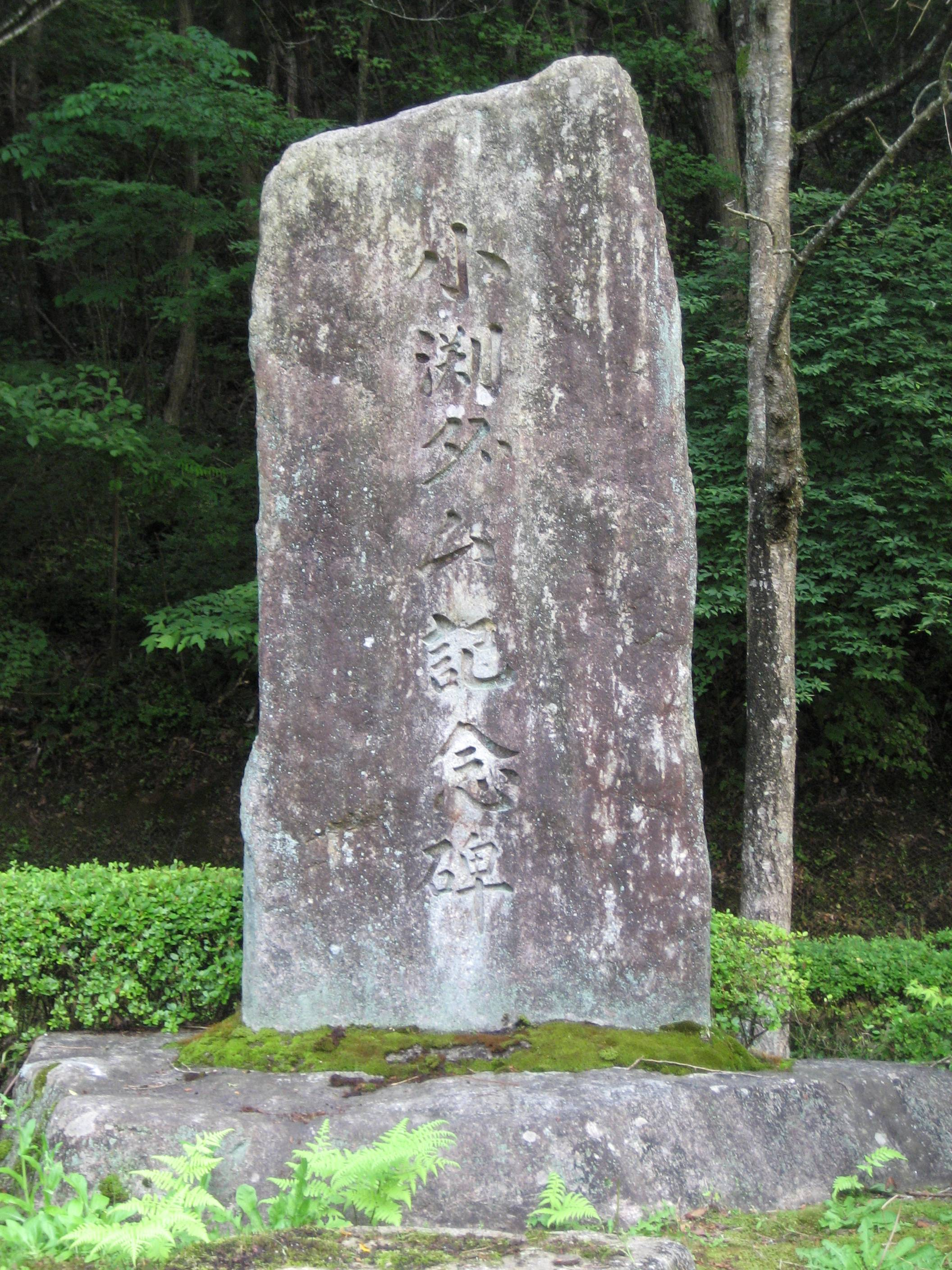
Il monumento della diga di Kobuchi